# Kensi

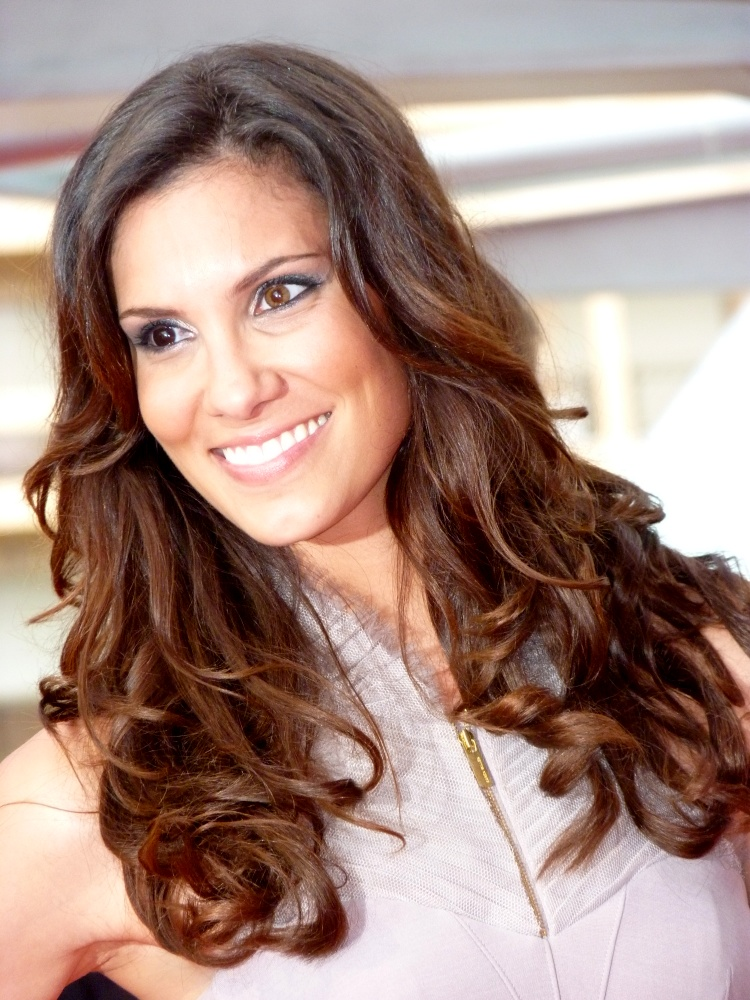
Daniela Ruah die de rol vertolkt van Kensi Blye in NCIS: Los Angeles.

Kensi is een Engelstalige voornaam voor een meisje. De naam is afkomstig uit Schotland en is een verkorte naam van McKenzie.
De betekenis van de naam is "the fair one", Engels voor de eerlijke. In Nederland komt de naam niet veel voor en is als zeldzaam te beschouwen. De populariteit is wel groeiende. Volgens de Sociale Verzekeringsbank is de naam in 2010 voor het eerst gegeven aan een meisje. Dat jaar zou hij vier keer gegeven worden. In 2011 werd de naam 22 keer gegeven. Een mogelijke verklaring voor de plotselinge populariteit is wellicht de televisieserie NCIS: Los Angeles, waarin de actrice Daniela Ruah de rol vertolkt van Kensi Blye.
Varianten op de naam Kensi zijn bijvoorbeeld Kenzi, Kensy en Kenzy.